# Брояка
Броя́ка, у множині Брояки — місцева назва, характерна лише для Побужжя та Дністра, означає елемент річкового перекату або ж сам перекат.
Найближчими синонімами слід вважати поріг, бурун, водограй, вир.
Брояка утворюється, коли стрімка течія перекату налітає на поодинокий зализаний валун або їх ряд. Вода піниться, шумить, утворює водокрути, котли. По шуму брояк місцеві жителі вгадують погоду та рівень води.